# Justicia carnea
Espèce
Classification phylogénétique
Justicia carnea est une espèce de plantes à fleurs de la famille des Acanthacées. C'est un arbuste originaire d'Amérique du Sud.

## Description
Il peut atteindre 1,50 m de haut. Les feuilles mesurent de 15 à 20 cm de long, garnies de poils duveteux. Les fleurs sont disposées en capitules terminaux denses de 10 à 20 cm de long. Les fruits sont des capsules qui contiennent 4 graines, parfois moins.

## Synonymes
- Jacobinia carnea (Lindl.) Nicholson
- Jacobinia magnifica (Nees) Voss
- Justicia magnifica Pohl ex Nees